# Gymnocalycium horstii
Gymnocalycium horstii là một loài thực vật có hoa trong họ Cactaceae. Loài này được Buining mô tả khoa học đầu tiên năm 1970.

## Hình ảnh

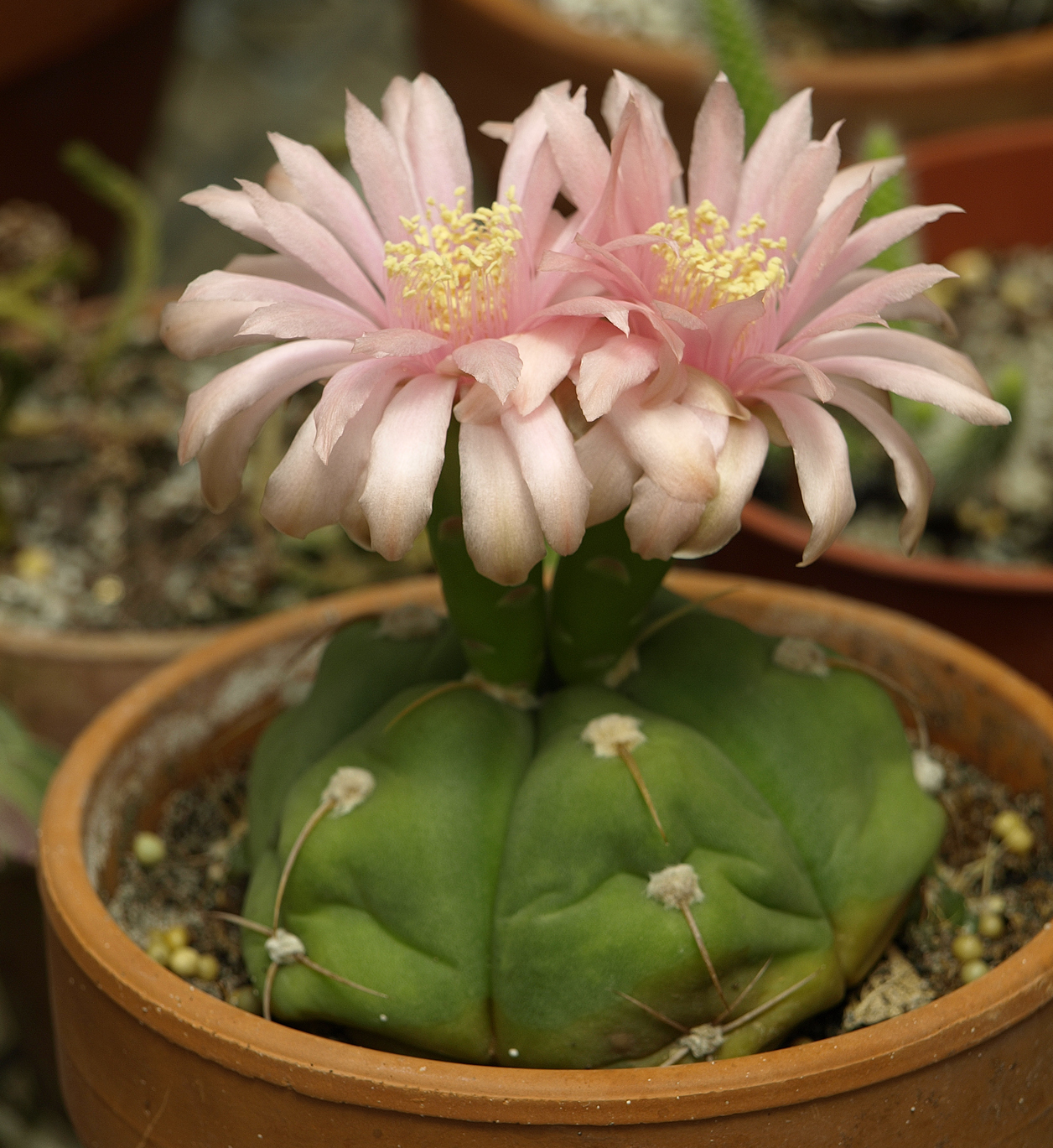
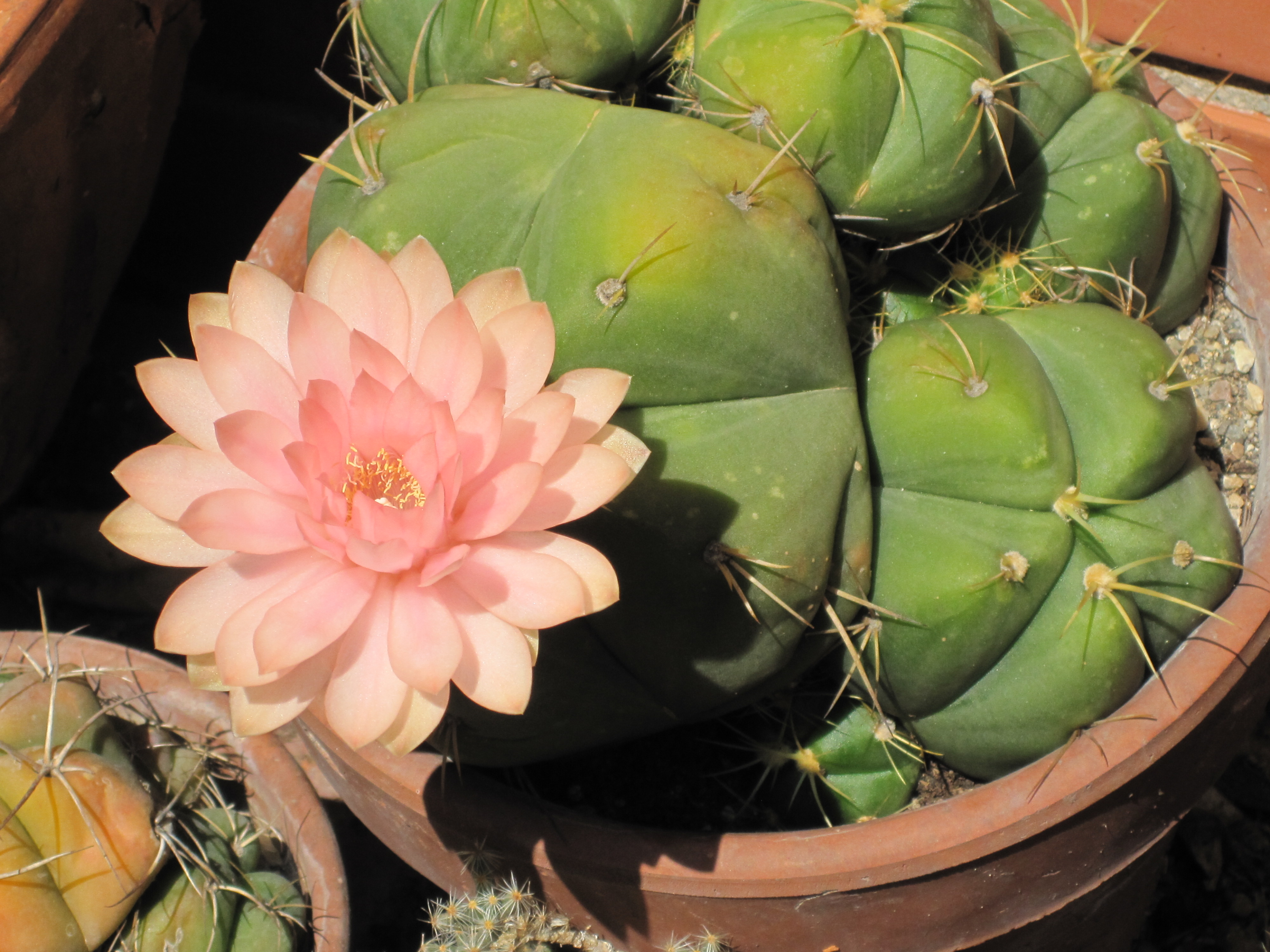
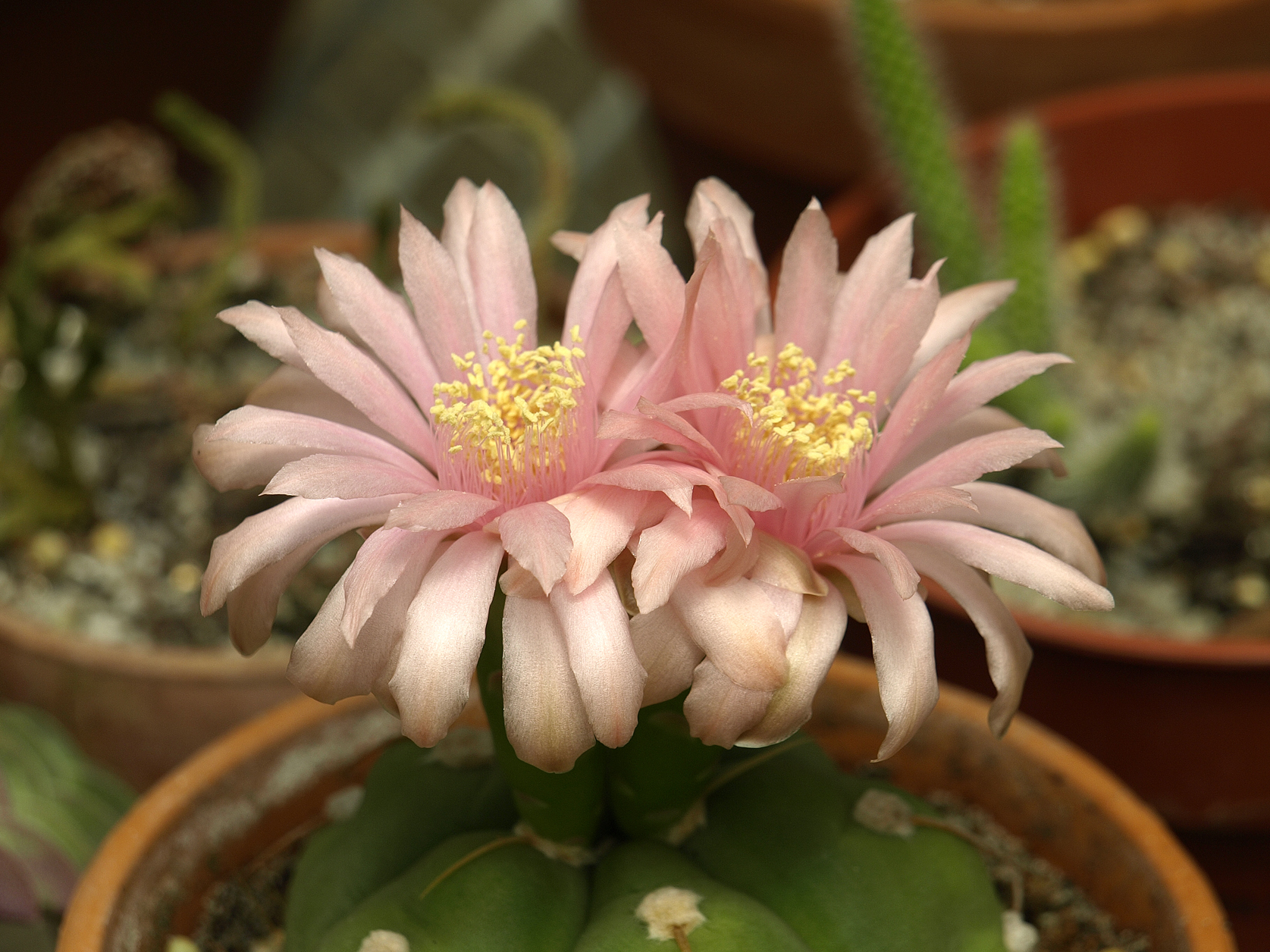
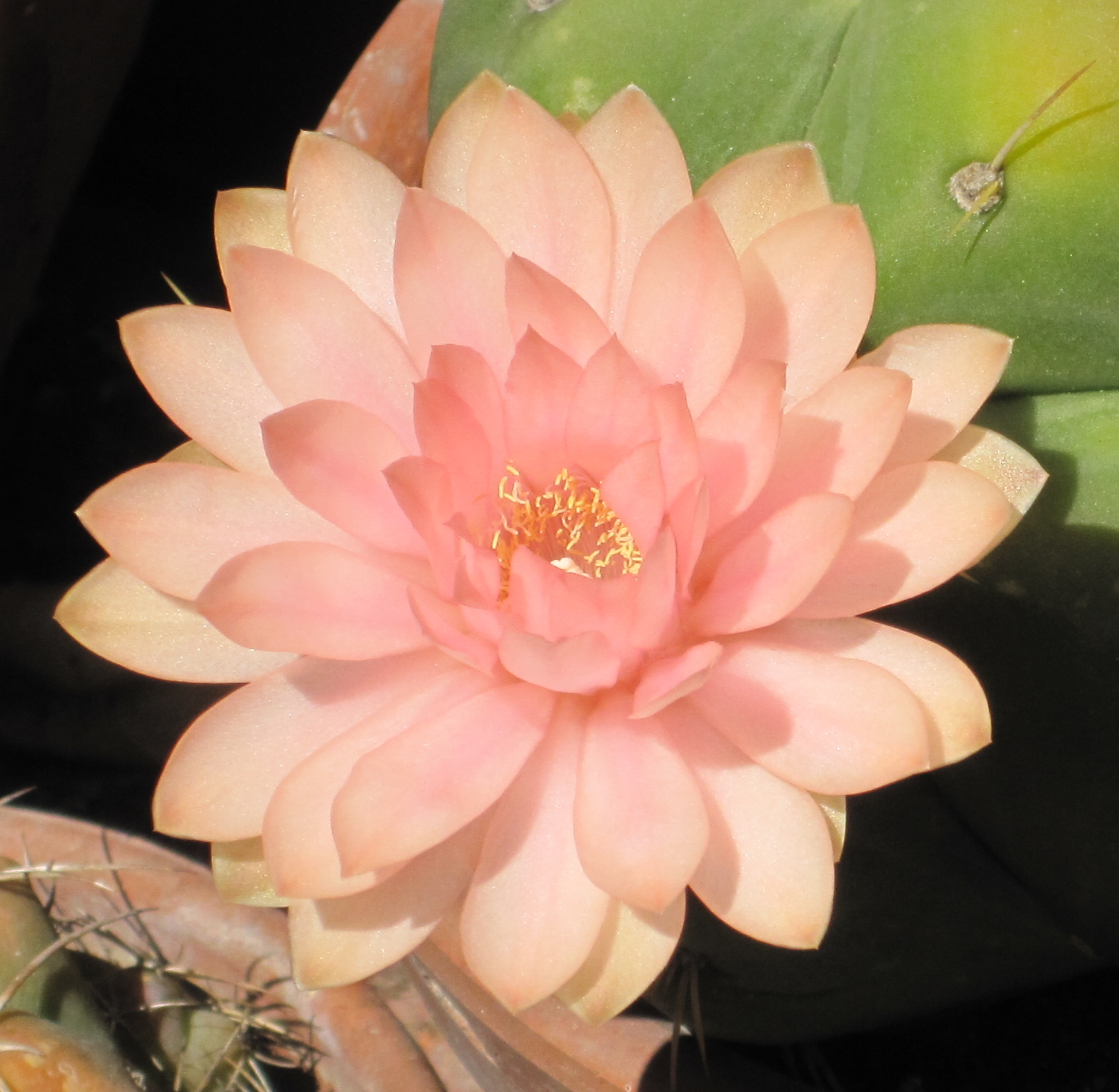